# 后髮座FK
后髮座FK 是一顆週期2.4天，視星等在8.14至8.33等之間變化的變星；它是后髮座FK型變星的原型。后髮座FK 的變異可能是恆星表面巨大的低溫星斑隨著恆星轉動引起的。這顆恆星被認為是聯星在最近合併的結果，導致旋轉和磁性活動率都高。

## 外部連結
- FK Coma Berenices（页面存档备份，存于）